# Valentinovo (film)
Valentinovo (izvirno Valentine's Day) je ameriška romantična komedija iz leta 2010, ki jo je režiral Garry Marshall. Scenarij je napisala Katherine Fugate.

## Zgodba
Na letališču v Los Angelesu Kate Hazeltine (Julia Roberts), kapitanka kopenske vojske Združenih držav Amerike, spozna Holdena (Bradley Cooper), ki je pred kratkim končal z resnim razmerjem. V Los Angelesu cvetličar Reed Bennett (Ashton Kutcher) zasnubi svoje dekle Morley (Jessica Alba), ki njegovo ponudbo presenečeno sprejme. Nad njegovo zasnubitvijo pa sta presenečena tudi Reedov kolega Alphonso (George Lopez) in najboljša prijateljica Julia (Jennifer Garner). Julia je učiteljica, ki se je pred kratkim zaljubila v Dr. Harrisona Copelanda (Patrick Dempsey), ki ima veliko skrivnost. Medtem se eden izmed Julijinih učencev, Edison (Bryce Robinson), trudi poslati sporočilo svojemu Valentinu, njegova varuška Grace (Emma Roberts) pa se pripravlja na prvi spolni odnos s svojim fantom Alexom (Carter Jenkins). Edisonova stara starša, Edgar (Hector Elizondo) in Estelle (Shirley MacLaine), odkrivata težave v njunem dolgoletnem zakonu, Gracina prijatelja Willy (Taylor Lautner) in Felicia (Taylor Swift) pa se na novo zaljubita drug v drugega. Sean Jackson (Eric Dane), poklicni nogometaš se namerava upokojiti in končati s sodelivanjem s svojo predstavnico za odnose z javnostjo, Karo (Jessica Biel) in njegovo agentko, Paulo (Queen Latifah). Kara, ki je dobra prijateljica Julie, namerava organizirati zabavo "Sovražimo valentinovo", vendar se na enkrat začne zanimati za športnega reporterja Kelvina Moorea (Jamie Foxx), ki ga je zaradi pomankanja športnih novic odpustila njegova producentka Susan (Kathy Bates). Paula je najela Liz (Anne Hathaway), ki je pred kratkim začela hoditi z Jasonom (Topher Grace). Kakorkoli že, tudi Liz svojemu fantu nekaj prikriva.

## Glasba
Glasbo za film Valentinovo je skomponiral John Debney, ki je najbolje poznan po tem, da je napisal pesem "Every Time You Smiled", ki jo je kasneje zapela Carina Round.
Uradni soundtrack pesmi je založba Big Machine Records izdala 9. februarja 2010. Glavno pesem filma bo zapel Jewel, naslov pa ji je "Stay Here Forever". Ta pesem je izšla 19. januarja 2010 in se uvrstila na Billboardovo lestvico najboljših country pesmi. Promocijski soundtrack bo zapela Taylor Swift, naslov pa mu je "Today Was a Fairytale". Ta pesem je dosegla drugo mesto na Billboardovi lestvici 100 najboljših pesmi.

## Igralska zasedba
Glavni igralci (v abecednem redu):
- Jessica Alba kot Morley Clarkson
- Kathy Bates kot Susan Milton
- Jessica Biel kot Kara Monahan
- Bradley Cooper kot Holden Bristow
- Eric Dane kot Sean Jackson
- Alex Williams kot Josh Curts
- Patrick Dempsey kot Dr. Harrison Copeland
- Hector Elizondo kot Edgar Paddington
- Jamie Foxx kot Kelvin Briggs
- Jennifer Garner kot Julia Fitzpatrick
- Topher Grace kot Jason
- Anne Hathaway kot Liz Corryn
- Carter Jenkins kot Alex Jones
- Ashton Kutcher kot Reed Bennett
- Queen Latifah kot Paula Thomas
- Taylor Lautner kot Tyler Harrinton
- George Lopez kot Alphonso Rodriguez
- Shirley MacLaine kot Estelle Paddington
- Emma Roberts kot Grace Smart
- Julia Roberts kot Kate Hazeltine
- Bryce Robinson kot Edison Hazeltine
- Taylor Swift kot Felicia

## Medijski sprejem

### Kritike in pohvale
Film je večinoma dobil negativne kritike. 110 obiskovalcev Rotten Tomatoes-a je filmu v povprečju dodelilo oceno 3.8 od 10. Poleg tega je Cream of the Crop, ki ga sestavljajo cenjeni kritiki iz televizije, časopisov, radia in spletnih strani, povedal, da je filmu dobro oceno dalo samo 11% gledalcev.
Carrie Rickey iz revije The Philadelphia Inquirer pa je filmu dala tri od štirih zvezdic ter povedala, da je film "prijeten in nezahteven". Betsy Sharkey iz Los Angeles Times-a je napisala: "Učinek vseh teh pesmi, dobrih igralcev in dobrega scenarija bo nekaterim zagotovo všeč, drugim pa pač ne.".
Rene Rodriguez iz Miami Heralda je filmu dodelila dve od štirih zvezdic. Revija Slate oziroma njihova kritičarka Dana Stevens je napisala, da je film "smešen, lahek, pametno narejen in očarljiv". Peter Travers iz Rolling Stonea je filmu dodelil eno od štirih zvezdic, saj naj bi bil to "film iz pekla", Jonathan Ross pa je rekel, da se mu je film zdel presenetljivo slab.